# Perfect (canção de One Direction)
"Perfect" é uma canção da boy band anglo-irlandesa One Direction, gravada para seu quinto álbum de estúdio Made in the A.M. (2015). A canção foi composta e produzida por Julian Bunetta e Jesse Shatkin, com escrita adicional de Jacob Kasher, John Ryan, Maureen Anne McDonald, Harry Styles e Louis Tomlinson e produção adicional de Afterhrs. O seu lançamento como o segundo single do trabalho ocorreu digitalmente em 16 de outubro de 2015.

## Vídeo musical
O vídeo do single foi dirigido por Sophie Muller. Estreou na Vevo em 20 de outubro de 2015. O vídeo mostra como a banda vivia enquanto estava em turnê e foi filmado no Hotel Intercontinental, em Midtown Manhattan, New York City no início de setembro de 2015. Em 31 de outubro, o vídeo já contabilizava mais de 26 milhões de visualizações.

## Performances ao vivo
O grupo cantou a música pela primeira vez na 3Arena, Dublin, Irlanda, em 16 de outubro de 2015 durante a On the Road Again Tour.

## Faixas
| Download digital |           |         |  |
| N.º              | Título    | Duração |  |
| 1.               | "Perfect" | 3:50    |  |

| Extended play |                                                                    |         |  |
| N.º           | Título                                                             | Duração |  |
| 1.            | "Perfect (Stripped)"                                               | 3:51    |  |
| 2.            | "Home" (escrito por Jamie Scott, Louis Tomlinson e Liam Payne)     | 3:14    |  |
| 3.            | "Perfect" (Matoma Remix)                                           | 3:43    |  |
| 4.            | "Drag Me Down" (com LunchMoney Lewis) (Big Payno x Afterhrs Remix) | 3:08    |  |

## Desempenho nas tabelas musicais

### Posições
| Tabela musical (2015)                                  | Melhor posição |
| ------------------------------------------------------ | -------------- |
| Alemanha (Official German Charts)                      | 20             |
| Austrália (ARIA)                                       | 4              |
| Áustria (Ö3 Austria Top 40)                            | 2              |
| Bélgica (Ultratop de Flandres)                         | 9              |
| Bélgica (Ultratop da Valônia)                          | 21             |
| Canadá (Canadian Hot 100)                              | 13             |
| Dinamarca (Tracklisten)                                | 25             |
| Eslováquia (Singles Digitál Top 100)                   | 1              |
| Espanha (PROMUSICAE)                                   | 11             |
| Estados Unidos (Billboard Hot 100)                     | 10             |
| Estados Unidos (Mainstream Top 40)                     | 36             |
| França (Syndicat National de l'Édition Phonographique) | 8              |
| Hungria (Single Top 40)                                | 2              |
| Irlanda (IRMA)                                         | 1              |
| Itália (FIMI)                                          | 3              |
| Japão (Japan Hot 100)                                  | 55             |
| Nova Zelândia (Recorded Music NZ)                      | 7              |
| Noruega (VG-lista)                                     | 19             |
| Países Baixos (Dutch Top 40)                           | 37             |
| Países Baixos (Single Top 100)                         | 28             |
| Suécia (Sverigetopplistan)                             | 12             |
| Suíça (Schweizer Hitparade)                            | 12             |
| Reino Unido (Official Charts Company)                  | 2              |
| Chéquia (Singles Digitál Top 100)                      | 3              |

### Certificações
| País (Empresa)       | Certificação |
| -------------------- | ------------ |
| Austrália (ARIA)     | Ouro         |
| Nova Zelândia (RMNZ) | Ouro         |
| Reino Unido (BPI)    | Prata        |